# 橈足綱
橈腳類（學名：Copepods；/ˈkoʊpɪpɒd/，「槳足」的意思）是一類細小的甲殼類動物，生活在海洋及差不多所有淡水的棲地，亦是海洋中重要的蛋白質來源 。很多的橈腳類都是浮游動物，當中有些是底棲生物，一些則是湖沼陸棲生物，在陸地上及沼澤、水溝等水體生活。很多都是生活在地底下的，如洞穴、水坑或河床等，甚或雨林內的落葉堆中。橈腳類有時被用作為指標物種（indicator species）。

## 分類及多樣性

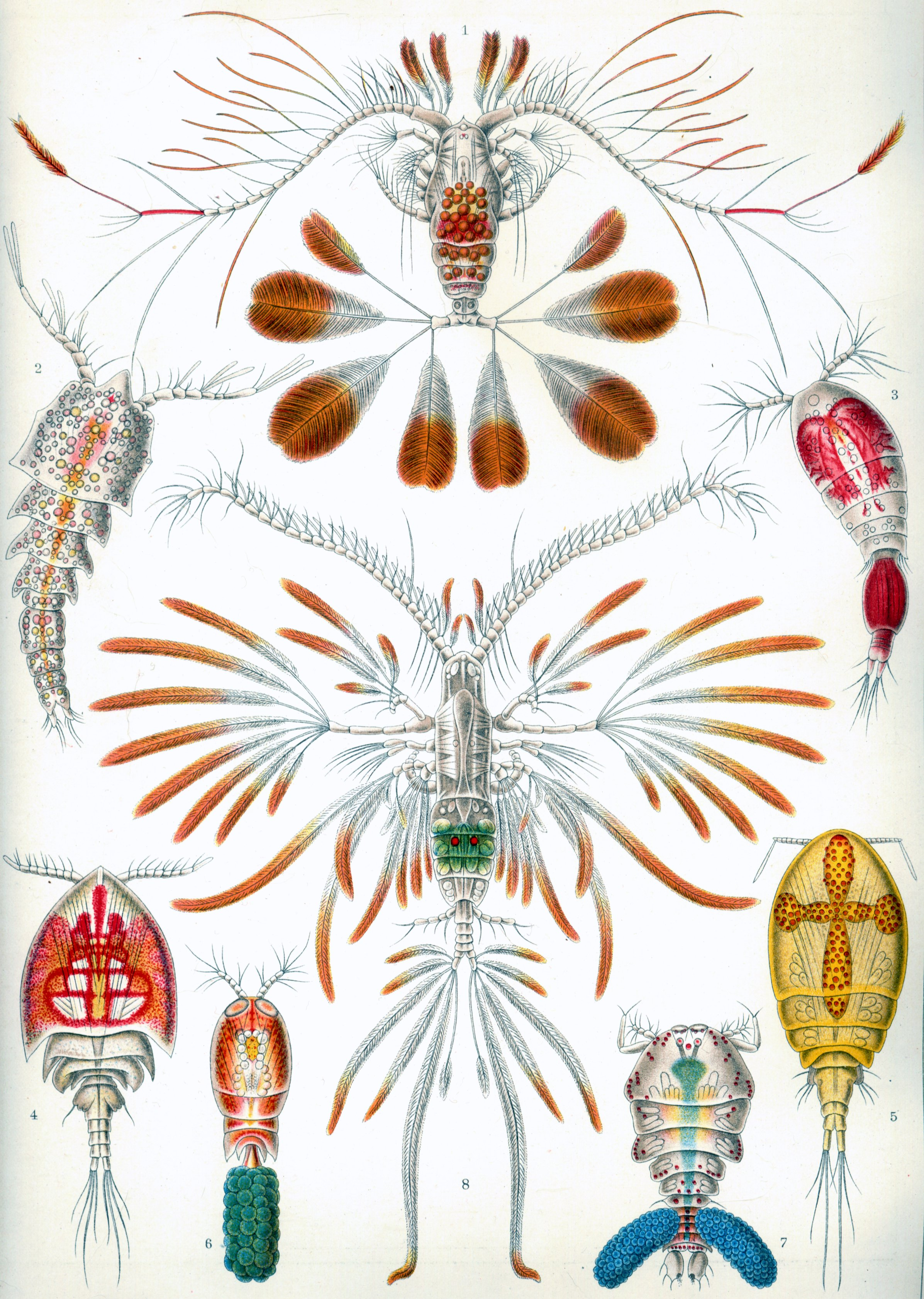
恩斯特·海克爾（Ernst Haeckel）所著的《自然界的藝術形態》（Kunstformen der Natur）一書裡的橈腳類生物圖片。

橈腳類是甲殼亞門下的一個綱，較舊的分類會認為本綱是一個亞綱。牠們之下共有10個目，當中有超過13000個已記述的物種，2800個在淡水中生活。

### 分類
現時這11個目分佈於兩個下綱，詳細的類群如下：
- 新桡足下纲 Neocopepoda Huys & Boxshall, 1991
  - 裸甲總目（英语：Gymnoplea） Gymnoplea（英语：Gymnoplea） Giesbrecht, 1882
    - 哲水蚤目 Calanoida Sars G. O., 1903

  - 足甲總目 Podoplea Giesbrecht, 1882
    - 小管水蚤目 Canuelloida Khodami et al., 2017
    - 劍水蚤目 Cyclopoida Burmeister, 1834
    - 隱水蚤目 Gelyelloida Huys, 1988
    - 猛水蚤目 Harpacticoida Sars M., 1903
    - 異水蚤目 Misophrioida Gurney, 1933
    - 怪水蚤目 怪水蚤目 Sars, 1901
    - 摩門水蚤目 Mormonilloida Boxshall, 1979
    - 杯口水蚤目（英语：Poecilostomatoida） Poecilostomatoida（英语：Poecilostomatoida） Thorell, 1859
    - 管口水蚤目 Siphonostomatoida Thorell, 1859
- 原裸甲下綱（英语：Progymnoplea） Progymnoplea（英语：Progymnoplea） Lang, 1948
  - 平角目 Platycopioida Fosshagen, 1985

此外，還有21個屬的目、科地位未定。

## 特徵

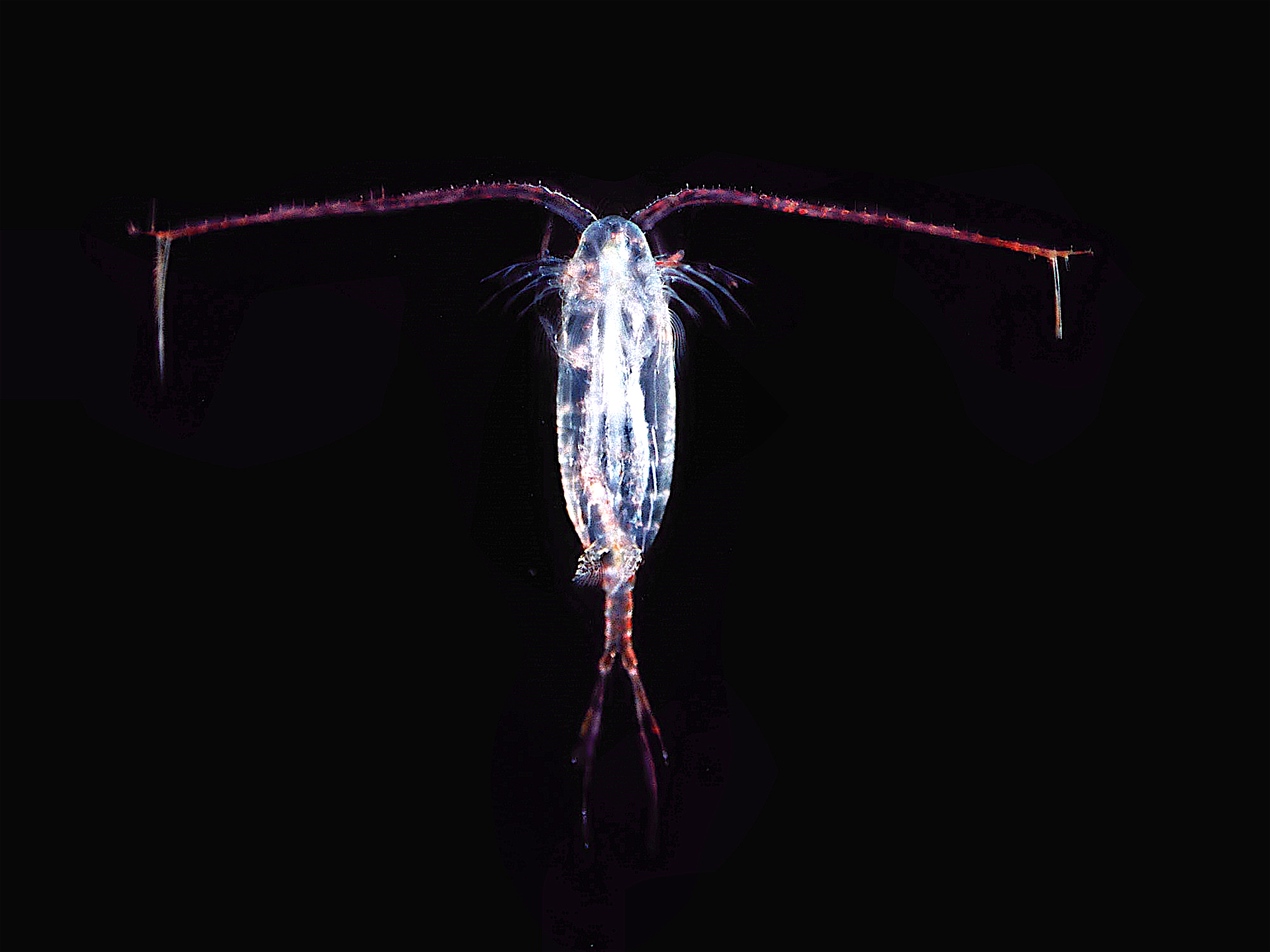
橈腳類的圖片。

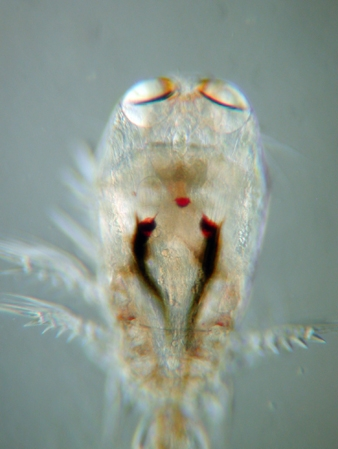
大部分桡脚类都在头部中部生有一个单独的 复眼 ，但是Corycaeus属拥有两个表皮形成的透镜配对来形成一个“望远镜”视觉器官。

橈腳類的大小差別很大，但一般長1-2毫米，體形像淚珠，有大的觸角。雖然牠們像其他甲殼類般有裝甲似的外骨骼，不過由於身體太細小，這一層薄薄的裝甲連同包裹着的身軀看起來差不多是完全透明。一些生活在極地的橈腳類可以長達1厘米。橈腳類只有一隻複眼，很多時是鮮紅色及位於頭部的中央。一些在地底的物種甚至連眼睛也沒有。
大部份細小的橈腳類會直接吃浮游植物，很少較大的物種是掠食其他細小的同類。草食性的橈腳類，尤其是生活在冰冷海洋的群族，會將從食物獲得的能量儲存成油滴，這些油滴可以佔了牠們超過一半的身體。
很多橈腳類的神經元有髓磷脂包圍，這在無脊椎動物中是很稀有的。這些髓磷脂很有組織，就像是其他脊椎動物般。
一些橈腳類是很迴避性的，可以極速逃亡幾毫米的距離。
由於橈腳類細小的身形，這些物種基本上不需要心臟或任何循環系統節存在。即使在哲水蚤目（Calanoida）的物種都有心臟，但這些物種的身上沒有血管，也沒有鰓，而是直接把氧氣吸進體內。另一方面，牠們的排洩系統亦只有靠在其口器的一對上頜竇（maxillary glands）。

## 生態

Lernaeolophus sultanus (羽肢鱼虱科
的一种), 鱼类品种Pristipomoides filamentosus的寄生虫的显微照片。图片比例是每格1mm

浮游的橈腳類對全球生態及碳循環有著重要的角色。牠們是浮游動物中優越的成員，且是細小魚類、鯨魚、海鳥及其他甲殼類，如磷蝦的主要食物。一些科學家認為牠們與南極磷蝦形成了地球上最大的生物質量。由於牠們的體型細小，生長率相對較快。加上牠們更為平均分佈在世界各地的海洋，故橈腳類對全球海洋的次級生產及碳匯的貢獻比磷蝦或其他的生物群更多。現時相信海洋表面是世界最大的碳匯，每年吸納了約20億噸的碳，佔人類碳排放的三分之一並減低其影響。很多浮游橈腳類會在夜間到海面覓食，日間回到海底以避開掠食者。牠們脫落的外骨骼、糞便及呼吸作用可以將碳帶到深海。
一些橈腳類是寄生的，並擁有高度改良的身體。牠們會附在魚類、鯊魚、水中哺乳動物及多類無脊椎動物，如貝類、被囊類或珊瑚。牠們可以是體外或體內寄生的。

## 疾病傳播及控制
橈腳類有時會在供水系統中出現，尤其是沒有過濾的供水，例如：紐約市、波士頓、三藩市等地。在已處理的供水系統中並不怎麼有問題，但在如秘魯及孟加拉等熱帶國家，就有發現橈腳類與在未經處理供水中的霍亂有關，而霍亂菌是附在浮游生物的表面。此外，在麥地那龍線蟲的幼蟲可以傳播給人類之前，牠要在橈腳類動物的消化道內才可以發育。
感染這些疾病的風險，可以透過利用布過濾器之類的物品把橈足類及其他物質濾走，來減低問題的影響。
在越南已經成功以橈腳類來控制帶病的蚊，如傳播登革熱的埃及斑蚊。將橈腳類（如中劍水蚤及大劍溞屬）加入容器中，牠們可以在容器中生活多個月，攻擊、殺死及掠食孑孓。這類生物控制方法須與清理及回收垃圾等配合，以消除蚊子滋生的地方。

## 外部連結
- 維基物種上的相關：橈足綱
- Copepod fact sheet - Guide to the marine zooplankton of south eastern Australia
- Diversity and geographical distribution of pelagic copepoda （页面存档备份，存于）
- Rudi Strickler copepod videos
- The virtual copepod page
- Copepod World
- Neotropical Copepoda Database Project （页面存档备份，存于）
- The World Copepod Culture Database
- Copepods and cholera in untreated water （页面存档备份，存于）
- Copepod links, www.copepod.de
- CNN report: New York Times: The Water's Fine, but Is It Kosher? （页面存档备份，存于）
- Copepodologist's Cabinet: A Biographical & Bibliographical History